# Castelmezzano
Castelmezzano (Castrëmënzànë nel dialetto locale) è un comune italiano di 693 abitanti della provincia di Potenza in Basilicata. Il suo territorio, assieme a quello dei comuni vicini Pietrapertosa, Accettura, Calciano e Oliveto Lucano, forma il parco delle Dolomiti Lucane.

## Geografia fisica
Sorge a 750 m s.l.m. nel territorio delle Dolomiti Lucane, poco distante dal parco naturale di Gallipoli Cognato.
Situato nella parte centro-orientale della provincia confina con i comuni di: Pietrapertosa (10 km), Trivigno (13 km), Albano di Lucania (17 km), Laurenzana (18 km) e Anzi (21 km).

## Storia
Le origini di Castelmezzano sono datate circa tra il VI ed il V secolo a.C., quando dei coloni greci penetrarono nella valle del Basento e fondarono un centro abitato chiamato Maudoro, cioè mondo d'oro. Nel X secolo d.C., le invasioni saracene costrinsero la popolazione locale a trovare una nuova stabilizzazione. Si narra che, durante l'esodo, un pastore chiamato Paolino scoprì un luogo adatto per trasferirsi, formato da rocce ripide dalle cui cime si potevano respingere gli invasori facendo rotolare massi di pietra.
Dopo l'occupazione longobarda, vi si insediarono i Normanni tra il XI ed il XIII secolo d.C. e vi costruirono un castello, di cui sono ancora visibili i resti delle mura e la gradinata scavata nella roccia che consentiva l'accesso al punto di vedetta più alto. Fu proprio dal nome del castello, ovvero Castrum Medianum (castello di mezzo) che derivò quello della cittadina, denominato così per via della sua posizione tra quelli di Pietrapertosa e di Brindisi Montagna. Con i Normanni Castelmezzano visse un periodo di pace e di sviluppo, mentre con gli Angioini conobbe un forte declino. Nel 1310, il comune venne affidato alla Diocesi di Potenza e nel 1324 a quella di Acerenza.
Con l'arrivo degli Aragonesi tra il XIV ed il XVI secolo numerosi proprietari terrieri ricevettero come feudo Castelmezzano, sebbene le condizioni economiche e sociali rimasero perlopiù invariate. Solamente con la nomina del barone Giovanni Antonio De Leonardis (la cui famiglia governò la cittadina dal 1580 al 1686) ci fu un certo sviluppo. Successivamente passò per via nuziale ai De Lerma, ai quali rimase fino al 1805, epoca in cui il feudalesimo era in estinzione nel sud Italia.
Nel XIX secolo Castelmezzano fu toccata dal fenomeno del brigantaggio. Grazie proprio alla sua collocazione territoriale, costituita da nascondigli naturali tra le rocce e vegetazioni rigogliose, il paese fu un rifugio ideale per numerosi briganti. Alla fine dello stesso secolo il comune subì un forte fenomeno migratorio, che spinse numerose famiglie a trasferirsi oltreoceano.

## Monumenti e luoghi d'interesse

### Architetture religiose

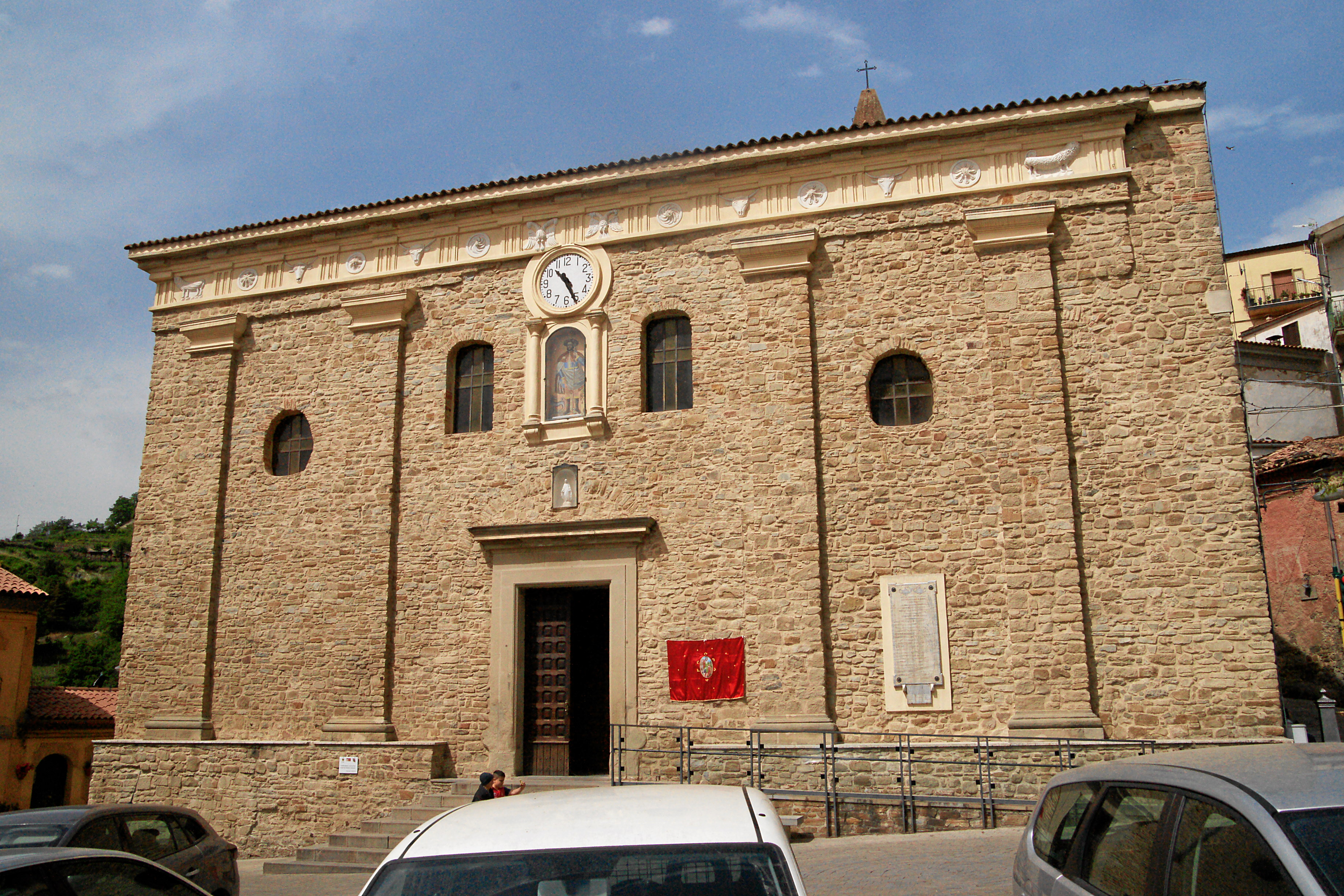
La Chiesa madre

Chiesa madre di Santa Maria dell'OlmoIncerta è la data della sua edificazione (si pensa all'inizio del XIII secolo) e, nel corso dei secoli, subì numerose modifiche. Fino alla metà dell'Ottocento, era composta da una navata, con quattro piccole cappelle laterali (quella di Gesù Cristo, Beneficenza, Purgatorio e Sant'Antonio) e diversi altari, di cui se ne contarono 7 già nel 1544. Dal 1853 vengono attuati lavori di consolidamento ma il terremoto del 1857 danneggiò l'edificio. Tuttavia i lavori proseguirono e la chiesa subì un massiccio intervento di riparazione e riedificazione. Nel 1870, l'arciprete don Michele Arcangelo Volini fece ampliare ulteriormente la navata centrale, ristrutturò la sagrestia, rifece il campanile e diede la forma alle due navate laterali. Agli inizi del Novecento, la chiesa fu adornata da vari altari in marmo, grazie al contributo degli emigranti castelmezzanesi degli Stati Uniti. L'edificio conserva opere come le statue di “Santa Maria dell'Olmo”, della “Madonna col bambino”, della “Madonna del Bosco-Regina Pura” e della “Madonna dell'Ascensione”. Vi sono tre quadri arricchiscono l'interno: quello delle “Anime purganti”, della “Madonna del Carmelo”, della “Sacra Famiglia” (o “Trinità Terrestre”), attribuita al pittore seicentesco Pietrafesa. Da menzionare anche le campane della chiesa: la più antica risale al 1666, la seconda al 1768, la terza al 1820, e la quarta al 1948.:
Cappella del Santo SepolcroUna delle più antiche chiese di Castelmezzano, chiamata così già nel 1544 poiché seppellivano qui i defunti e forse perché già vi si svolgevano, come del resto avviene ancora oggi, le funzioni del venerdì Santo. A giudicare dalla struttura architettonica interna, il monumento è forse di origini bizantine, per via dello spazio sacro diviso da un arco in due parti uguali, che formano la zona inviolabile della Iconostasi e l'area dell'assemblea dei fedeli (come nelle Chiese d'Oriente). La cappella risale, probabilmente, all'XI secolo e presenta tracce di culture orientali portate dagli occidentali durante la Prima Crociata. Altri ritengono invece che essa sia datata tra il IX ed il X secolo, cioè nel periodo in cui sorse il primo insediamento del paese. Tra il 1895 ed io 1896, l'arciprete don Michele Arcangelo Volini fece costruire il primo nucleo dell'attuale cimitero comunale. La chiesa del Santo Sepolcro custodisce la statua lignea della “Madonna dell'Ascensione” (XIV secolo), sulla quale circola una leggenda suggestiva. La statua fu ritrovata da due pescatori in riva al mare ed essa e domandò di essere condotta a Castelmezzano. I due arrivarono ove sorge l'attuale cappella, e qui la statua si appesantì tanto da non poter essere più spostata. Dopo la costruzione della cappella, si verificò un nuovo miracolo: la statua si arricchì di due marinaretti in preghiera, rassomiglianti ai due pescatori. Dal nome della statua prende il nome "La festa della Madonna dell'Ascensione", evento che si svolge annualmente la domenica dell'Ascensione di N.Signore:
Cappella della Madonna dell'AnnunziataForse costruita nel XVIII secolo, era ubicata nella parte più alta del centro abitato. Per questa ragione fu scelta il 14 agosto 1860 dai liberali del paese, i quali issarono la bandiera tricolore in onore dell'arrivo di Giuseppe Garibaldi. In tempi remoti, durante il 25 marzo, nella cappella si svolgeva il rito del “compare”. L'evento era costituito da giovani castelmezzanesi che sceglievano i loro compari di cresima, per poi girare mano nella mano attorno alla cappella, chiamandosi “compari” e rafforzando il loro rapporto d'amicizia. Questo uso non esiste più, la cappella ospita al suo interno una tela raffigurante il momento dell'Annunciazione e la piccola statua di San Giuseppe. Attualmente nella cappella si svolgono le Messe del 25 marzo giorno appunto dell'Annunciazione e del 19 marzo festività di San Giuseppe.

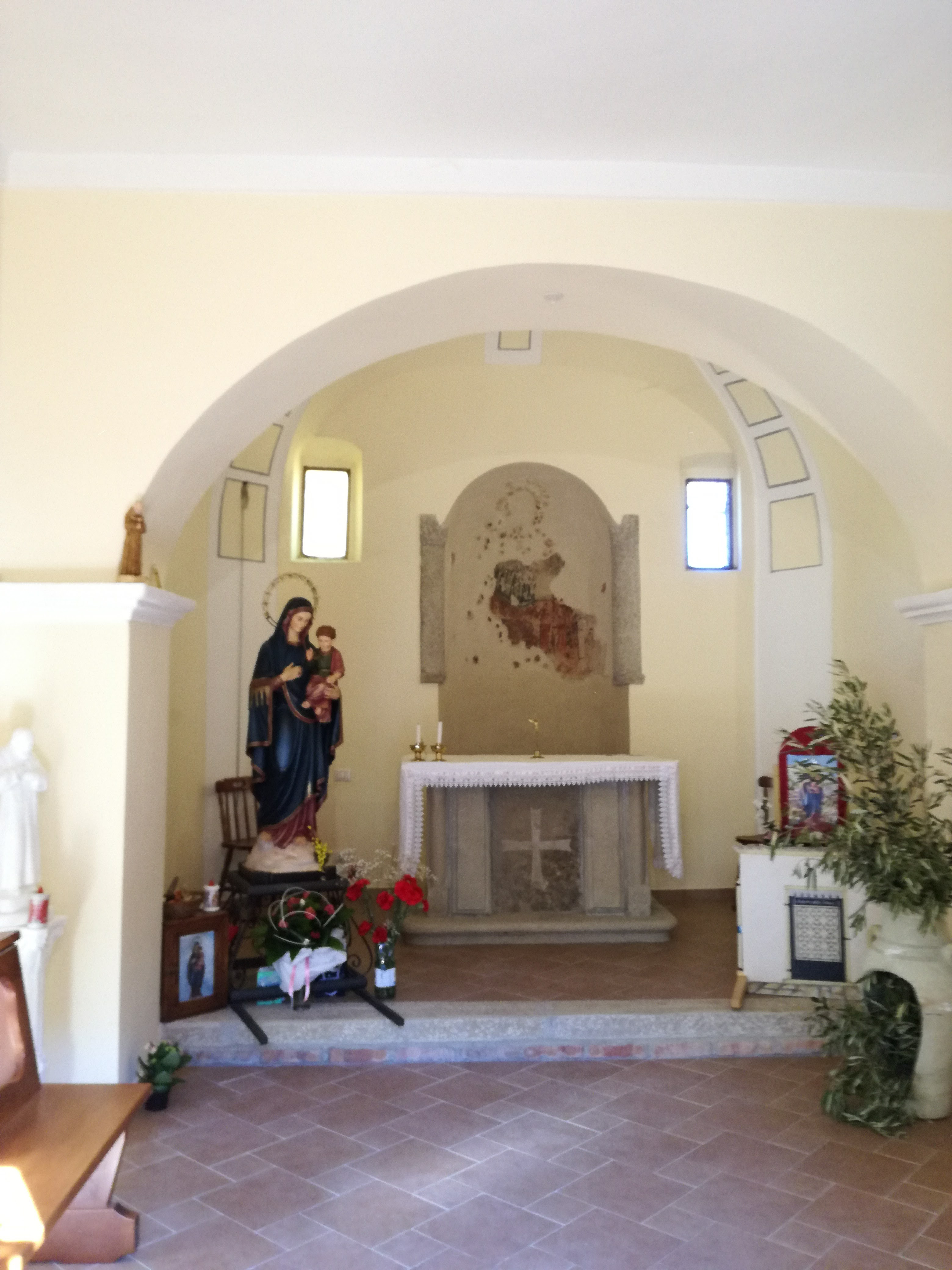
Cappella Madonna delle Grazie

Cappella di San MarcoVenne chiamata così durante la visita pastorale del 1544 dell'arcivescovo di Acerenza e Matera Giovanni Michele Saraceni. La struttura viene anche denominata "cappella della Madonna delle Grazie", data la presenza al suo interno dell'antico quadro della Madonna delle Grazie. La cappella ospita anche la statua della Madonna che viene portata durante la processione del 2 luglio. Anche i riti della domenica delle Palme iniziano qui, con la benedizione dei rami d'ulivo decorati e la processione verso la chiesa madre.
Cappella di Santa Maria "Regina Coeli"Risale al 1603, in base ad un'iscrizione su un'acquasantiera in pietra custodita nella chiesa madre. Si pensa che la cappella sia stata costruita per fornire ospitalità ad un convento di Frati Carmelitani. Nel corso dei secoli, la cappella è stata restaurata con il contributo della comunità di Castelmezzano, stando ai documenti dell'archivio parrocchiale. La struttura è anche la prima tappa dei pellegrini che la notte del 15 agosto si recano a piedi verso Tolve, in devozione a San Rocco. Al suo interno la cappella ospita tre bellissime statue raffiguranti Santa Maria, la Madonna del Carmine e San Donato. Nella cappella si svolgono due novene: una in onore della Madonna del Carmine dal 7 luglio al 15 luglio, l'altra in onore di San Donato dal 29 luglio al 6 agosto con a seguire la processione della statua in Chiesa Madre.

## Società

### Evoluzione demografica
Negli ultimi cento anni, a partire dal 1911, si è assistito a un dimezzamento della popolazione residente.
Abitanti censiti

## Cultura
Fa parte del circuito dei "borghi più belli d'Italia". Nel 2007, la rivista statunitense Budget Travel di Arthur Frommer incluse Castelmezzano tra le più belle località del mondo di cui non si è mai sentito parlare ("The Best Places you've never heard of"). Nel 2017, The Telegraph inserì Castelmezzano nella sua lista dei "19 borghi più belli d'Italia".
Nel 2020, il comune ha ricevuto la bandiera arancione dal Touring Club Italiano.

### Media

#### Cinema e televisione
Castelmezzano è una delle location del film Un paese quasi perfetto di Massimo Gaudioso e della serie televisiva Questo è il mio paese, diretta da Michele Soavi.
Nel 2018 appare nello spot dei giochi olimpici di Tokyo 2020, realizzato dalla Toyota.
Nel 2019 fa da sfondo per uno spot della Ducati.

### Eventi e festività

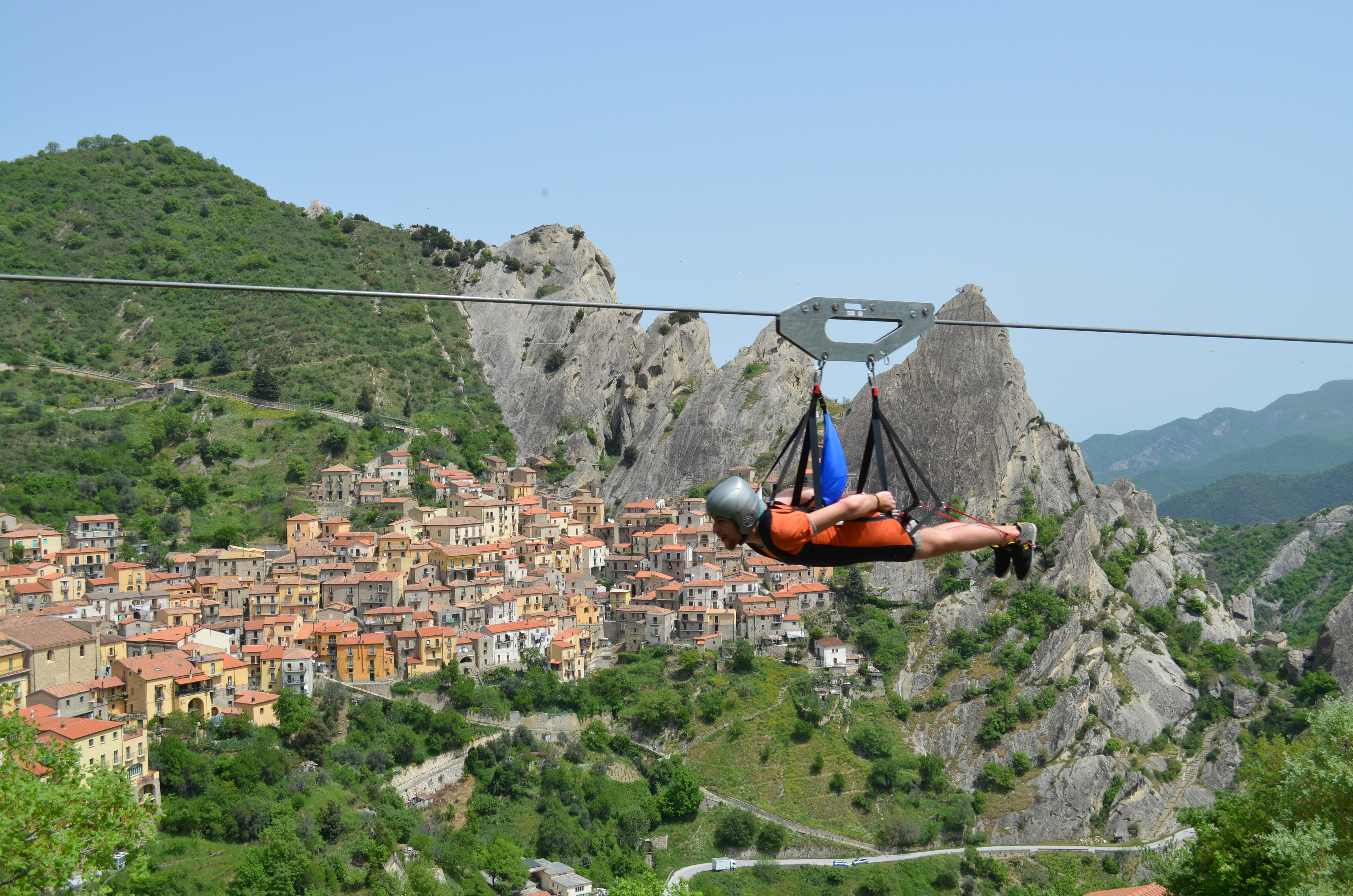
Volo dell'Angelo

- Il Volo dell'Angelo - si svolge nel periodo estivo (tra giugno e settembre). Legati da un'apposita imbracatura e agganciati a un robusto cavo d'acciaio, si parte sospesi in aria da Castelmezzano per arrivare a Pietrapertosa (o viceversa) a una velocità di circa 120 km/h e lo stesso procedimento si ripete per tornare da dove si è partiti. Nel lasso di tempo si ha la possibilità di osservare il suggestivo panorama delle Dolomiti lucane a un'altezza di circa 400 metri.[13] Arrivati ai due borghi, si ha l'occasione di girare tra le abitazioni, di fare escursioni storico-naturalistiche, di degustare i prodotti locali e di godersi al meglio il panorama.
- Festa del maggio - Il 12 e 13 settembre, durante la festa di Sant'Antonio, si può assistere alla "Festa del maggio" o "Sposalizio degli alberi", simile al Maggio di Accettura. Il punto saliente della manifestazione è un lungo tronco di cerro, scelto e tagliato con gli strumenti tradizionali dei boscaioli, per poi essere trasportato da coppie di buoi fino al paese. Giunti a destinazione, il tronco viene innalzato dopo aver "sposato" "la cima", un agrifoglio anch'esso trasportato in paese in spalla da giovani. Il maggio è così pronto per essere scalato da giovani robusti.[senza fonte]